# انتحار كيرت كوبين

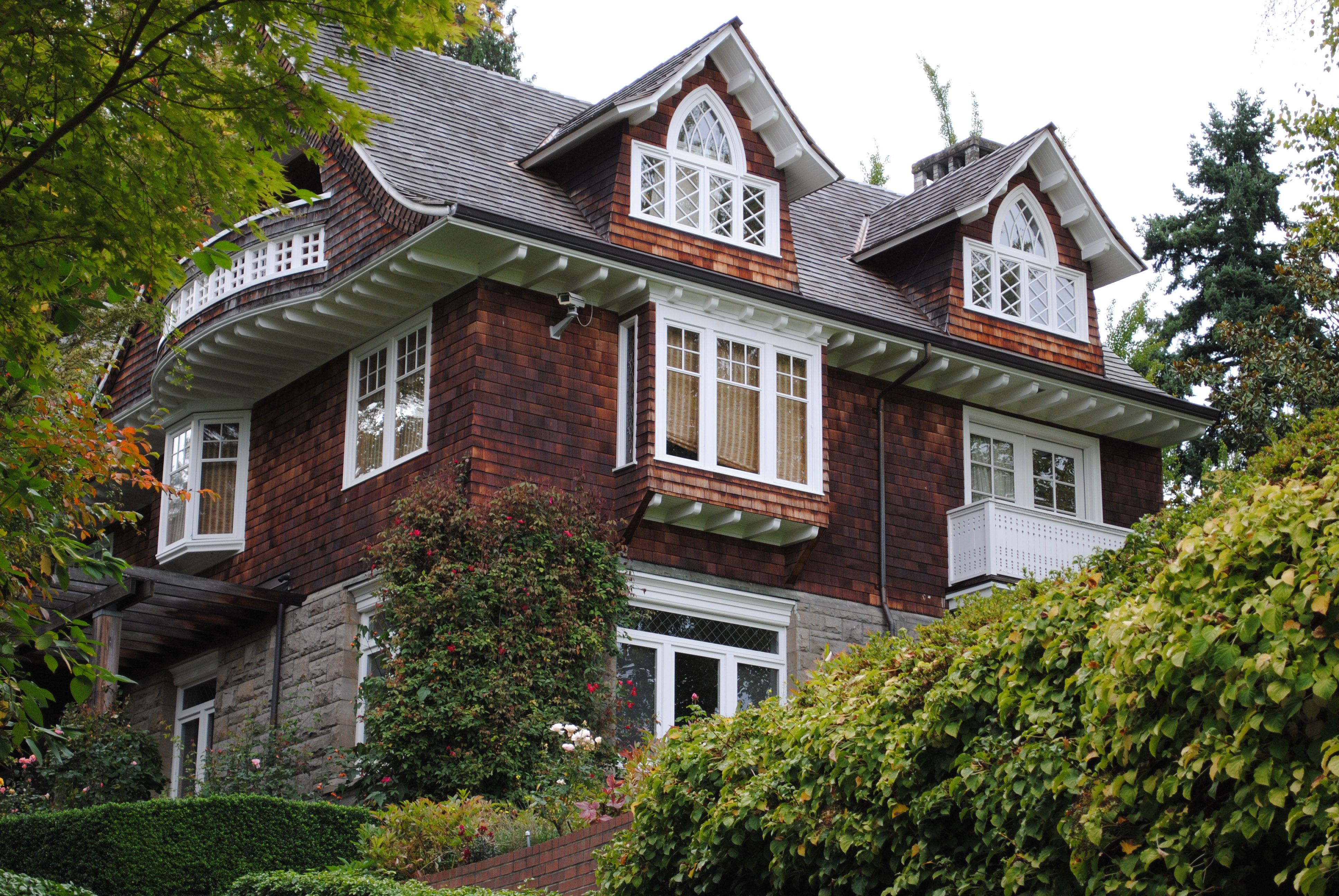
منزل كيرت كوبين السابق وموقع حادثة موته المثيرة للجدل. صورة تعود لعام 2010.

في يوم 8 أبريل من عام 1994، عُثِرَ على المغني وعازف غيتار فرقة الغرنج الأميركية نيرفانا كيرت كوبين ميتًا في منزله، الواقع في 171 جادة بحيرة واشنطن الشرقية في مدينة سياتل بولاية واشنطن الأمريكية عن عمر يناهز الـ27 عامًا. حَدَّد تحليل الطب الشرعي أن كوبين انتحر قبل ثلاثة أيام من تاريخ العثور على جثته (أي يوم 5 أبريل). وقد ذكر تقرير الحادث لقسم شرطة مدينة سياتل أنه: «عُثِرَ على كيرت كوبين مع طلقة نارية في جسده، ولديه جرح ظاهر في الرأس وكان ثمة رسالة انتحار اكتشِفت على مقربة منه». ولاحظ المُفتّش الطبي التابع لمقاطعة كينغ وجود جُروح وخزيَّة داخل كل من الكوعين الأيمن والأيسر. وكان كوبين قبل وفاته قد خرج من منشأة خاصة بإعادة تأهيل مدمني المخدرات، وكانت زوجته كورتني لوف قد أبلغت عن تطور ونشوء ميول انتحارية عنده.
هناك من يقترح أن كوبين لم يمت انتحاراً، وهذا رغم الحكم الرسمي الذي أصدرته السلطات عن انتحاره. يعتقد توم غرانت وهو المتحر الخاص الذي كلَّفته كورتني لوف بمهمة العثور على كوبين بعد خروجه من منشأة إعادة التأهيل بأن كوبين لم ينتحر، إنما كان قد قُتِلَ نتيجة مؤامرة حِيكت ضده. هناك العديد من الكتب والبرامج التلفزيونية والوثائقيات والأفلام لعل من أبرزها فيلم الدراما الوثائقية «منقوع في المبيض» التي تناولت نظرية غرانت حول مقتل كوبين فالبعض ذهب لتأييدها، في حين أثار البعض الآخر علامات استفهام حول مدى صحتها. كما حاول العديد من الكتّاب وصُنَّاع الأفلام تفسير الأحداث التي حصلت وتتابعت في الأيام الأخيرة التي سبقت وفاة كوبين.

## خلفية
كان كيرت كوبين المغني الرئيسي وعازف الجيتار في فرقة الروك الأميركية نيرفانا، واحدة من أكثر الفرق مبيعًا على الإطلاق. لمعظم حياته، عانى كوبين من التهاب قصبات مزمن وألم حاد نتيجة حالة معدية مزمنة غير مُشخصة.:66 كان كوبين أيضًا عرضةً لإدمان الكحول والاستخدام المنتظم للمخدرات والمواد المُستنشقة.:76 وفقًا لصحيفة الديلي تلغراف، كان كوبين يعاني من الاكتئاب. لفتت قريبته النظر إلى تاريخ العائلة في الانتحار، والأمراض العقلية وإدمان الكحول، وذكرت اثنين من أعمامها انتحرا باستخدام الأسلحة النارية.
في روما، يوم الثالث من مارس من عام 1994، أُدخل كوبين المُستشفى عقب جرعة زائدة من مسكنات الألم. قالت وكالة الإدارة خاصته، تسجيلات غولد ماونتين، أن الجرعة الزائدة كانت غير مقصودة، وأنه كان يعاني من الانفلونزا والإعياء.[وصلة مكسورة] مع ذلك، قالت كورتني لوف زوجة كوبين لاحقًا أن الجرعة الزائدة كانت محاولة انتحار: «لقد تناول 50 حبة. على الأرجح أنه الآن ناسٍ كم تناول. لكن كان هناك دافع انتحار مؤكد، يحثه على التهام تلك الحبوب بلا هوادة». في وقت سابق لوفاته، كان كوبين قد خُرج من مؤسسة لإعادة تأهيل لمدمني المخدرات.[بحاجة لمصدر]

## وفاته
في يوم 31 مارس من عام 1994، هرب كوبين من مركز إعادة التأهيل الذي سجل دخوله إليه في اليوم السابق، وهو مركز إكسودس. عقب هذا، رآه أصدقاؤه المقربون وأفراد عائلته. بدءًا من يوم 2 أبريل، وردت تقارير عن مشاهدات كثيرة له في سياتل، واشنطن. في اليوم التالي، شوهد على قيد الحياة للمرة الأخيرة.[بحاجة لمصدر]
خلال أسبوع اختفائه، أبلغت عائلته عن فقدانه، وعينت زوجته، كورتني لاف، تحرٍ خاص اسمه توم غرانت لإيجاد كوبين بعد مشاهداته في سياتل.[بحاجة لمصدر]
عثر موظف يعمل لإحدى شركات الكهرباء يدعى غاري سميث على جثة كوبين في أحد غرف المعيشة فوق مرآب السيارات بمنزله الواقع في جادة بحيرة واشنطن الشرقية يوم 8 أبريل عام 1994. وصل سميث إلى منزل مغني الروك الشهير في ذاك الصباح ليقوم بتركيب أضواء سلامة كاشفة حينما فُوجِئ برؤية جثة كوبين في داخل المنزل. ولكن الموظف ظن في بادئ الأمر أن كوبين كان نائماً ليس إلَّا حتى وقع نظره على الدم وهو ينزف من أذنه. كما وجد رسالة انتحار يخترقها قلم حبر داخل أصيص للأزهار. كما عُثِرَ على بندقية شوزن من طراز ريمينغتون 11 عيار 20 على صدر كوبين كان قد اشتراها صديقه عازف الإيتار ديلان كارلسون له. كانت مشتراةً بصورة قانونية من قبل كارلسون من متجر ستان بيكر للأسلحة في سياتيل. ذكرت شهادة وفاة كوبين أن وفاته كانت نتيجة «جرح ناتج عن تَماسٌّ بندقية ثاقبة في الرأس»، وخلُصت إلى أن وفاته كانت نتيجة الانتحار.
لم يرغب كوبين بأن يُشترى السلاح باسمه لأنه اعتقد أن الشرطة قد تصادره حرصًا على سلامته الشخصية. كانت الشرطة قد صادرت أسلحةً منه مرتين في عشرة الأشهر الماضية. لاحظ الطبيب الشرعي لمقاطعة كينغ جروحًا ثقبية داخل مرفقيه الأيمن والأيسر.[بحاجة لمصدر] لم تُرفع البصمات عن الشوزن، من طراز ريمينغتون 11 عيار 20، حتى السادس من مايو عام 1994. وفقًا لتقرير تحليل البصمات، وُجدت أربع بصمات خفية، لكنها لم تكن مفيدة.[بحاجة لمصدر] ذكر تقرير شرطة سياتل أن الشوزن كانت معكوسة على صدر كوبين وكانت يده اليسرى ملتفة حول السبطانة.

## الذكرى ومراسم الحرق
أقيمت جنازة حضرها العامة في وسط مدينة سياتل يوم 10 أبريل عام 1994 حيث وضِعَ تسجيل لكورتني لوف تلت فيه رسالة انتحار كوبين. ووصلت كورتني لوف عند آخر السهرة ووزعت بعض ملابس كوبين إلى المعجبين الذين بقيوا حتى النهاية.
كما أقيمت مراسم الحرق، وفتَّتت كورتني لوف رماده فأبقت بعضها في دبدوب ووضعت بعضها الآخر في جَرَّة. كما اصطحبت قسماً آخر من رماده إلى دير نامغيال بوذي في مدينة إثاكا بولاية نيويورك. وهناك أقام رهبان بوذيون مراسم المباركة على قسم من رفاته وخلطت مُزِج مع الصلصال حيث استخدم ليصنع منه تماثيل تذكارية. وأقامت والدة كوبين مراسم جنائزية أخيرة لابنها بتاريخ 31 مايو عام 1999، حضرها كل من زوجته كورتني لوف وتريسي مارندر. وأنشد في المراسم راهب بوذي في حين نثرت ابنته فرانسيس كوباين رماده في جدوَل مكلين المائي الواقع في أولمبيا، وهي المدينة التي وجد فيها كوبين «مصدر إلهامه الفني الحقيقي.»:351